# Oratoria
L'oratoria è l'arte del parlare in pubblico. Viene spesso confusa con la retorica, cioè l'arte del parlare e del persuadere con le parole. In questi termini, l'oratoria appare avere un ambito di utilizzo più ristretto, dato che la retorica ha trovato applicazione anche nella scrittura e ha assunto una fisionomia sfumata, misurandosi in questa veste con altre discipline come linguistica, logica, filosofia del diritto e critica letteraria. La definizione di 'oratoria' è rimasta invece più stabile nel tempo, anche se molte delle analisi e le ricostruzioni concernenti la retorica, che è comunque sorta come una raccolta di principi per l'organizzazione del discorso nel contesto dell'attività giudiziaria, riguardano allo stesso modo l'oratoria.

## Storia antica

### Origini
Le origini dell'oratoria sono rintracciabili già nei poemi omerici, dove appaiono chiaramente definite figure di importanti oratori e dove si sottolinea la capacità dell'oratorio di far conseguire la gloria, al pari delle eroiche azioni compiute sui campi di battaglia.
Temi rilevanti per la grande oratoria politica sono già trattati dalle elegie di Tirteo (VII secolo a.C.) e Solone (VII-VI secolo a.C.). Tuttavia soltanto con il passaggio dalla cultura orale a quella scritta, e soprattutto con l'affermazione della πόλις (polis, "città"), l'oratoria ebbe un adeguato sviluppo. La capacità di essere un buon oratore era fine fondamentale dell'educazione del giovane aristocratico e nella democratica Atene era estremamente importante che anche i cittadini, partecipando attivamente alla vita pubblica, sviluppassero l'abilità oratoria al fine di far valere i loro diritti nelle aule dei tribunali.
Con Erodoto e poi Tucidide (V secolo a.C.) si hanno testimonianze indirette della pratica oratoria: l'uso di inframezzare la narrazione storica riportando celebri discorsi pubblici ne attesta la rilevanza politica. I biografi e gli storici testimoniano dell'alto livello del discorso politico, anche se non ci sono giunti i discorsi dei grandi uomini politici dell'epoca, come Temistocle e Pericle.
Con Corace e Tisia si ebbe ad Atene, nel corso del V secolo a.C.,  l'uso consapevole dell'arte oratoria con la conseguente definizione di un sistema di precetti. Entrambi i maestri sostenevano che l'εἰκός (eikós, "il verosimile") dovesse prevalere sull'ἀληθές (alēthés, "il vero") e dunque che l'oratore dovesse mirare non alla verità assoluta, ma alla verosimiglianza. Grazie alla sofistica, e in particolare grazie a Gorgia, l'oratoria ebbe la possibilità di svilupparsi e di diventare una materia di insegnamento. Gorgia e altri sofisti, infatti, erano abili oratori che insegnavano, a pagamento, l'arte dell'eloquenza ai giovani.
La parola per gli antichi greci aveva il potere di trasferire un pensiero da una mente all’altra, grazie alle capacità del δεινὸς λέγειν (deinòs légein, letteralmente "terribile nel parlare", ovvero colui che era estremamente abile nel parlare); grazie dunque a chi possedeva le doti necessarie per affrontare numerosi discorsi, con un'efficacia tale da persuadere la gente.
I sofisti Gorgia e Trasimaco definirono per l'oratoria principi di stile e di composizione che ne qualificarono lo statuto propriamente artistico.
La filologia ellenistica individuò dieci oratori canonici, vissuti ad Atene tra il tardo V secolo e il V secolo a.C.: Antifonte, Andocide, Lisia, Isocrate, Iseo, Eschine, Demostene, Iperide, Licurgo di Atene, Dinarco.
L'oratoria (ῥητορικὸς λόγος, rhētorikòs lògos) divenne uno dei tre grandi generi in prosa della letteratura greca, accanto alla filosofia (φιλοσοφικὸς λόγος, filosofikòs lógos) e alla storiografia (ἱστορικὸς λόγος, istorikòs lógos).

### Asianesimo e atticismo
In età ellenistica, nelle città dell'Asia Minore, nacque, grazie a Egesia, l'asianesimo, un nuovo tipo di eloquenza che inizialmente era caratterizzato da ricercatezza e dall'uso di periodi brevi e organizzati con una tecnica sapiente. Successivamente divenne sempre più artificioso e raffinato. A livello linguistico, gli oratori asiani contaminavano il dialetto attico con termini ionici dell'Asia Minore. Inoltre il linguaggio era ritenuto libera creazione dell'uso, caratterizzata da deviazioni, neologismi e anomalia (secondo la quale è il principio dell'irregolarità che agisce sui sistemi grammaticali).
All'asianesimo si contrappose l'atticismo, che invece rivendicava la purezza e la semplicità del dialetto attico, rivalorizzando alcune strutture grammaticali quali il numero duale, il modo ottativo e il tempo perfetto. In parallelo con il declino della πόλις (polis, "città"), questo genere di eloquenza andò progressivamente perdendo la sua vivacità, per trasformarsi sempre di più in uno strumento espressivo e modello di imitazione ormai sterile.

### Diffusione a Roma
L’arte del parlare venne acclamata anche a Roma.
Cicerone, il più illustre e famoso retore di tutta la storia romana, tratteggiò la figura del perfetto oratore, che non era solo colui che padroneggiava perfettamente la tecnica retorica (ars), l’ingegno (ingenium) e la cultura (cultus), ma anche un modello di cittadino e di uomo, un esempio per l’intera comunità.
La vita politica in età repubblicana era dinamica, fatta di idee contrastanti. Era un clima quindi in cui era facile che nascessero nuovi pensieri. L’età di Augusto fu uno dei momenti di massimo splendore per la classicità grazie al forte equilibrio e spirito di collaborazione garantiti dallo stesso imperatore. Dalla dinastia Giulio-Claudia, però, ebbe inizio un periodo molto cruento, in cui gli autori esprimevano il proprio disagio attraverso le loro stesse opere. L'ideale di uomo, colto, fortemente impegnato in politica e libero di esprimere i propri pensieri, con l’avvenire dell’età imperiale dunque entrò in crisi. La retorica fu il genere letterario che più risentì di questa profonda rivoluzione del sistema politico romano, poiché strettamente connessa ad una situazione di relativa libertà in cui le opinioni erano molteplici e differenti. L’oratoria iniziò ad essere caratterizzata da esercizi quali suasoriae (l'oratore doveva riuscire a convincere un personaggio storico o mitico a compiere o meno una determinata azione) e controversiae (processi fittizi). Con Vespasiano, durante l'età dei Flavi, venne insegnata nelle scuole pubbliche con insegnanti scelti e controllati dallo stesso imperatore.

### La seconda sofistica
Tra il I e III secolo d.C. si sviluppò in Asia minore la seconda sofistica (denominazione attribuita a Flavio Filostrato nelle Vite dei sofisti). Gli appartenenti alla seconda sofistica erano oratori, maestri della retorica greca, cresciuti nelle scuole di retorica, le cui tematiche spesso riguardavano motivi occasionali o argomenti insoliti per poter attirare l'attenzione del pubblico. Ciò produsse una grande varietà di contenuti che spaziavano dalla politica al discorso d'occasione, dall'autobiografia a discorsi religiosi. La formazione di questi nuovi sofisti era caratterizzata dai μελέται (melétai, "esercizi"), ovvero da esercitazioni scolastiche che garantivano loro molto successo e ricchi guadagni. Questo tipo di oratoria celebrativa imitava i grandi autori attici del IV secolo a.C. (soprattutto Platone e Demostene).
Molti imperatori di questo periodo mostravano interessi letterari e intrattenevano rapporti di familiarità con retori e oratori, consapevoli dell'importanza che l'arte della parola continuava ad avere come forma di comunicazione da controllare.
Negli studi classici condotti nel XIX secolo questa nuova sofistica venne molto disprezzata, poiché ritenuta adulatoria, finta e formale. Nella seconda metà del XX secolo venne poi rivalutata soprattutto per il collegamento con la letteratura greca in seguito all'avvento del dominio romano sulle terre di cultura greca.

### Decadenza dell'oratoria

#### Nel mondo latino
Sono stati molti gli autori che hanno affrontato nel corso dei secoli il problema della decadenza dell’oratoria. Uno di loro è Quintiliano che, citando Catone, sosteneva che l’oratore dovesse essere "vir bonus dicendi peritus" cioè "uomo di valore, ed esperto nel dire", poiché c’era una decadenza morale alla base della decadenza dell’oratoria, causata anche dalla trascuratezza dei genitori nei confronti degli insegnamenti per i propri figli, preferendo ricchi e rapidi guadagni a una ricca cultura, e soprattutto dall’ignoranza dei maestri.
Tacito nel Dialogus de oratoribus, immaginando una conversazione fra tre celebri autori dell’età flavia, Apro, Messalla e Materno, espone differenti pareri riguardanti la crisi dell’oratoria: la tesi di Apro è che nell’età contemporanea non vi è una decadenza, ma evoluzione e trasformazione, in armonia con il mutare dei tempi e dei gusti del pubblico, Messalla invece attribuisce le cause tradizionali a quelle della decadenza stessa e Materno paragona l'oratoria a una fiamma, che per bruciare e splendere deve essere alimentata.
C'era inoltre chi metteva in luce l'insufficienza dell'intero sistema basato su esercitazioni fittizie e quindi non adatto a preparare bene l'oratore al suo mestiere, e chi incolpava i maestri sempre meno competenti e preparati.

## Storia moderna
Con il riaffacciarsi delle masse sulla scena politica e con il ritorno della collettività a partecipare alla vita pubblica, che nasce l’eloquenza politica moderna. In particolare Federico Mohrhoff sostiene che «con la rivoluzione francese, che riportò le masse alla partecipazione della vita pubblica, sia direttamente sulle piazze, sia indirettamente nei parlamenti, rinasce l’eloquenza politica in senso moderno, ricca di cultura filosofica e letteraria, sebbene non esente da difetti. Così in Francia che in Inghilterra e, man mano, là ove appare un bagliore di regime rappresentativo moderno, l’eloquenza politica riprende gli esempi luminosi dell’antichità».

## Tipologie
Aristotele nella Retorica distingueva tre tipologie di orazioni:
| Tipologia   | in greco             | traslitterazione     |
| ----------- | -------------------- | -------------------- |
| politica    | λόγος συμβουλευτικός | lógos symbouleutikós |
| celebrativa | λόγος επιδεικτικός   | lógos epideiktikós   |
| giudiziaria | λόγος δικανικός      | lógos dikanikós      |

### Le orazioni politiche
Esse venivano declamate nelle assemblee elettive e si adattavano a diverse situazioni e contesti. Nell'oratoria politica era fondamentale la presentazione della personalità dell'autore che, parlando in prima persona, si assumeva la responsabilità delle proprie parole. Poiché i politici non sentivano la necessità di pubblicare i loro interventi, i discorsi restavano spesso alla fase orale, per cui oggi rimangono pochissimi testi.

### Le orazioni celebrative o epidittiche
Esse venivano pronunciate in varie occasioni e in particolare durante cerimonie, festività e commemorazioni di defunti. L'oratoria celebrativa era caratterizzata da un tono solenne. In epoca più tarda si basò su temi scolastici o fittizi, finalizzati esclusivamente all'applauso del pubblico o alle esercitazioni delle scuole.

### Le orazioni giudiziarie

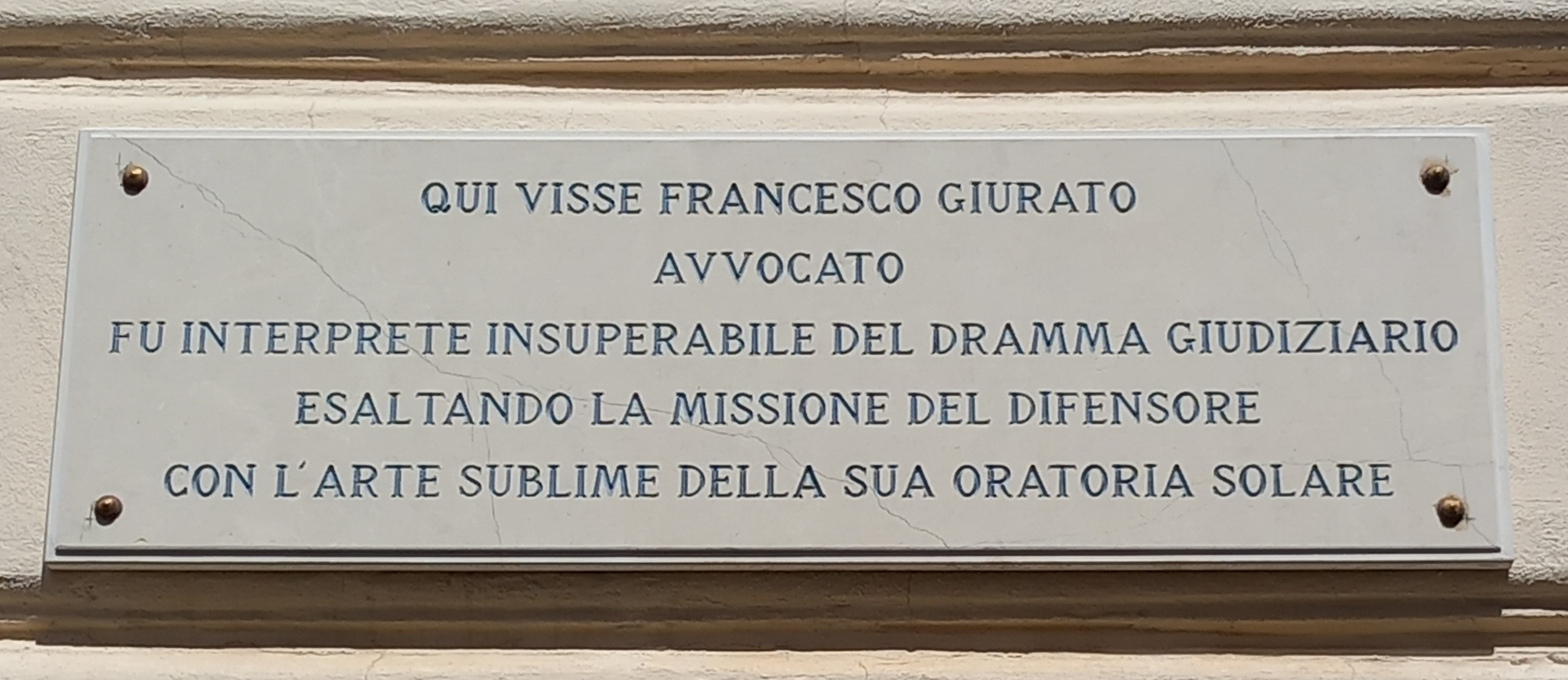
Lapide a Reggio Calabria

Esse erano orazioni di difesa pronunciate dallo stesso cittadino, in prima persona. I cittadini, infatti, spesso si rivolgevano a professionisti, i quali, dietro compenso, scrivevano il testo che sarebbe poi stato pronunciato dal committente in sede giudiziaria. Gli autori di questi discorsi erano detti logografi. Questi ultimi, rivolgendosi a giudici popolari, privi di cultura giuridica, spesso facevano appello ad argomenti di carattere generale piuttosto che a tecnicismi legali, che del resto sarebbero suonati inverosimili sulla bocca di un comune cittadino.
Una delle orazioni più importanti probabilmente fu quella per l’uccisione di Eratostene, scritta da Lisia, in attico puro. La sentenza finale non è nota, ma probabilmente l’oratore vinse la causa, grazie al suo grande talento.

## Le cinque parti delladispositio
Per poter scrivere una buona trattazione (soprattutto una di tipo giudiziario) era ritenuto necessario seguire delle tappe:
1. proemium/exordium o προοίμιον (prooímion), "proemio", "esordio", è la chiarificazione dell'oggetto della trattazione.
2. narratio o διήγησις (diḗgēsis), "narrazione", è l'esposizione dei fatti.
3. confirmatio o βεβαίωσις (bebaíōsis), "conferma della tesi", è la parte costruttiva e propositiva dell'argumentatio.
4. refutatio o ἀντίθεσις (antíthesis), "confutazione dell'antitesi", è la parte distruttiva e critica dell'argumentatio.
5. conclusio/peroratio o ἐπίλογος (epílogos), "epilogo", è la conclusione, attraverso eumeratio (una sintesi) e ratio posita in affectibus ("ragione basata sulle emozioni", è l'invito alla reazione emotiva, solitamente di indignazione o commiserazione).

## Le tecniche comunicative
Grazie al retore Ermagora di Temno gli antichi riconoscevano cinque momenti fondamentali che Cicerone nel suo De oratore  (52 a.C.) ripropone e sviluppa:
| latino     | greco     | traslitterazione | traduzione                   |
| ---------- | --------- | ---------------- | ---------------------------- |
| inventio   | εὕρεσις   | heúresis         | scelta degli argomenti       |
| dispositio | τάξις     | táxis            | loro collocazione            |
| elocutio   | λέξις     | léxis            | stile e registro linguistico |
| memoria    | μνήμη     | mnḗmē            | memorizzazione               |
| actio      | ὑπόκρισις | hypókrisis       | gestualità                   |